# 费德里科·卡帕索
费德里科·卡帕索（義大利語：Federico Capasso，1949年6月24日—），出生於意大利羅馬，应用物理学家，量子级联激光器的发明人之一。现任教于美国哈佛大学工程与应用科学学院。

## 经历
卡帕索于1973年从罗马大学获得物理学博士学位，毕业后留在同一大学从事博士后研究工作。1976年，卡帕索以访问科学家的身份加入美国贝尔实验室从事科研工作。他在1984年到1987年间获得贝尔实验室杰出员工奖，在1997年成为贝尔实验室特别会员。卡帕索在贝尔实验室担任的领导职位包括量子现象与器件部门总监，半导体物理研究部门总监，以及物理研究副主席。他于2003年正式加入哈佛大学从事教研工作。
卡帕索是半导体器件领域的专家，尤其在能级结构设计方面有杰出贡献，并将其应用于新型低噪声量子井雪崩光电二极管，异质结晶体管，电子存储设备和激光器中。他和他的同事于1994年在贝尔实验室发明了量子级联激光器。不同于普通的半导体激光器依赖能级间的带隙产生光子，量子级联激光器通过量子阱中导电带能级间的跃迁产生光子。 量子级联激光器的发明推动了半导体物理和器件的发展，现已成为最为广泛应用的中远红外激光光源，其应用领域包括大气监测以及光谱分析。
目前，卡帕索在哈佛大学教授固体物理学和量子技术，并带领科研团队从事量子级联激光器，等离激子学与超材料，以及卡西米尔效应的研究。